# Afrânio da Costa
Afrânio da Costa (n. 14 martie 1892, Rio de Janeiro, Districtul Federal⁠(d), Brazilia – d. 26 iunie 1979, Rio de Janeiro, Rio de Janeiro, Brazilia) a fost un trăgător de tir ce a reprezentat Brazilia, medaliat olimpic. A participat la o ediție a Jocurilor Olimpice (1920) în care a câștigat o medalie de argint și o medalie de bronz.